# プムプアン・ドゥアンチャン
プムプアン・ドゥアンチャン（タイ語: พุ่มพวง ดวงจันทร์、英: Pumpuang Duangjan、1961年8月4日 - 1992年6月13日）は、タイの歌手・俳優。愛称：プン（ผึ้ง、Pueng 蜂の意）。1986年にTopline Music（ท็อปไลน์มิวสิค）の歌手として業界に入り、1992年6月13日に死去。

## 略歴
スパンブリー県の南にあるソンピーノーン区で生まれる。本名はランプン・リラメーキン（รำพึง ลีละเมฆินทร์）。旧姓ラムプン・チットラハーン（รำพึง จิตรหาญ）。極貧のサトウキビの小作農家の娘（12人きょうだいの5番目）として育つ。幼少期は野菜や花などを市場に売り、家業のサトウキビ畑の手伝いに明け暮れ、小学校へは偶に通う程度で2年目までしか行かなかったため、タイ文字の読み書きはできなかった。楽譜も読めなかったが、楽曲に関する記憶力は卓越し、一度聴いたフレーズは忽ち再現できたので、歌詞と旋律を憶えるのに支障はなかった。
幼い頃から歌が巧く、8歳で地元の歌謡コンテストで優勝した。口減らしも兼ねて父親に連れられバンコクのドサ回り一座に出される。掃除に始まり、裏方、踊り子、漫談など下積みを経て歌手になった。腕を上げるにつれ場末の酒場からカフェー（คาเฟ。当時タイではキャバレースタイルの店を、こう呼んだ）というように進展を続け、1977年、15歳のときにTopline Music（ท็อปไลน์มิวสิค）からレコードデビュー。デビュー曲は「แก้วรอพี่（彼氏を待つグラス）」だったが、これはグループ名義のデビューで、一人の歌手として売り出したものではなかった。そして翌1978年、モン・ムアーンヌア（มนต์ เมืองเหนือ）というルクトゥン（เพลงลูกทุ่ง タイの田舎歌）歌謡の師匠に弟子入りし、ここで師から「プムプアン・ドゥアンチャン」の名を授かる。意味はプムプアン＝姫、ドゥアンチャン＝月、で「月の歌姫」といった意味である。その名義で初めてリリースしたのがรักไม่อันตรายและรำพึง（愛は危険ではなく美しい）という曲だった。
デビュー時よりずば抜けた歌唱力で、徐々にファンを増やしていった。デビューの後、程なくして地方ラジオ局などでプムプアンの曲は放送され続け、根強いファンが各地にいたので、ツアーを組んで各地を巡業して回った。巡業ついでに地方ラジオ局を訪ねては出演を重ね、人気の輪を広げていった。
タイ国民の殆どに知られる初の大ヒットは1983年発表の「นัดพบหน้าอำเภอ（田舎で会いましょう）」だった。そして翌1984年の「สาวนาสั่งแฟน（田舎娘の恋人への願い）」など、リリースする曲の殆どがことごとく大ヒットして、タイの国民的スター歌手となる。コンサートには同世代の若者だけでなく、年配者も来るようになり、やがては全国の小学生もプムプアンの歌を歌い、国中のあちこちでプムプアンの歌が流れるようになった。
その人気は空前にして絶大で、王室からはメダルの授与だけでなく、シリントーン王女の作詞・作曲とされる楽曲「ソムタム（ส้มตำ）」を賜り、これも代表曲のひとつとなった。死後（2009年8月）には国からも正式に芸術家として表彰された。今なお彼女の音源と映像は売れ続け、様々な歌手がプムプアンを敬愛し、彼女の持ち歌をカバーし続けている。
歌だけでなく、映画・テレビドラマにも俳優として多数出演した。当時の在タイ邦人の間でも有名になり、日本人からは「タイの美空ひばり」と称された。
歌唱のスタイルとしては軽快なポップス調の歌謡と、叙情的なルクトゥン歌謡の二種類を能く歌った。プムプアンの登場により、それまでスローテンポだったルクトゥンにアップテンポな楽曲も多く発表され、斬新な編曲も相まって後のルクトゥンに多大な影響を与えた。ポップスの歌唱でもタイ東北地方のモーラム（ヒップホップのMCの歌唱法・ラップのように歌詞を同じ調子でリズミカルに語るパートが入る）を取り入れ、それまでのタイ歌謡には見られなかった斬新なストリングスの編曲や、ファズを効かせたギター、シンセサイザーなども取り込み、多様なタイ音楽と西洋音楽などのエッセンスの自在な融合という、時代の最前線の一端を担った。いっぽうで、タイ古典音楽にみられる七平均律(7 equal temperament)を用いた楽曲「หม้ายขันหมาก（新郎の未亡人）」など、忘れられた伝統への回帰というべき作品もあり、非常に有能な陣容に恵まれた。そして、その陣容はさらに優秀な人員を呼び寄せ、タイ歌謡の水準を引き上げた。
また、米国ラスベガスのショー記録を参考に、当時のタイとしては画期的な舞台を創った。バックダンサーの衣装も、それまでにない華美なものとなり、振付も洗練された。
1984年に元俳優のクライソーン・リラメーキン（ไกรศร ลีละเมฆินทร์）と結婚し男児をもうけた。息子はパッカワット・ピーシットウティラット（ภัควรรธน์ พิสิษวุฒิรัชต์）で、現在はGMMグラミー所属のルクトゥン歌手。
1986年1月18日、デビュー前からの悲願だった上流階級の国民だけが集まるドゥシタニ・ホテルの舞台でのコンサート（バンコクに出てきた頃、初めてこの豪華なホテルの外観を眺め、クラシックなどのコンサートが催されると知り、ここで歌うことを強く決意したと自伝でも語っている）を開催した。これはドゥシタニ・ホテル史上初めてのルクトゥン歌唱の上演だった。このときまで粗野で下品とされてきたルクトゥンだったが、このコンサートでは現国王ラーマ10世の長女パチャラキティヤパー王女までもが来駕して観客を驚かせた。王女はプムプアンの首に王室のマナーのやり方で花輪を捧げ（一見、花輪を投げつけているように見えて物議を醸したが、後にこれは王室のマナーに則った作法なのだと説明があった）、それも話題になったりした。
クライソーンとの結婚後しばらく経って夫婦仲が疎遠になってしまった晩年の頃より、プムプアンは独学でタイ文字の読み書きの習得を始めた。これにより自分の名前や、夫との復縁を乞う2ｰ3語程度の簡単な手紙は書けるようになったが、その夫は妻が難しい文字を読めない事に乗じ、プムプアンの財産を夫名義に書き換えてしまい、プムプアンは個人資産を失った。その頃から健康を害し、病院に運ばれても治療費の支払いに事欠くこともあった。前述のドゥシタニ・ホテルでのコンサートは、そのような健康状態のなか、気力でステージを全うし、後に語り継がれる素晴らしいステージとなったが、その後は次第に体調を崩し、人前で歌うことはなくなった。
最晩年は全身性エリテマトーデス（SLE）による腎臓の合併症（他説もある）により病院を転々とした挙げ句に1992年6月13日20時55分、ピッサヌロークのブッダチナラート病院で死去。今でも毎年6月13～17日には故郷スパンブリー県のタップクラダン寺院で記念式典が開催されている。

## 受賞歴
- 金色のアンテナ賞、金賞「อกสาวเหนือสะอื้น 北の娘の泣き言」（ティラポン・センスック ธีระพล แสนสุข作）（1978）
- 半世紀に亘るルクトゥン賞 第1回「สาวนาสั่งแฟน　田舎娘の恋人への願い」（ウィチャン・カムチャルン วิเชียร คำเจริญ作）（1989）
- 半世紀に亘るルクトゥン賞 第2回「สยามเมืองยิ้ม 微笑みの郷サイアム」（ウィチャン・カムチャルン วิเชียร คำเจริญ作）（1991）
- タイ国民に最も愛される芸術家賞「芸術家」として表彰[5]（2009年8月15日）

## 作品
曲目リスト（タイ語）
代表曲
- Nak Rong Baan Nok    (นักร้องบ้านนอก　田舎の歌手)
- Sao Na Sang Feen     （สาวนาสั่งแฟน　田舎娘の恋人への願い）
- Som Tam                   (ส้มตำ　ソムタム-未熟パパイヤのサラダ)
- Aai Saang Neon          (อายแสงนีออน　恥ずかしいネオン光線)
- Noo Mai ru                 (หนูไม่รู้  私は知らない）
- Noo Mai Ao                (หนูไม่เอา　私は要らない)
- Kho Hai Ruai              (ขอให้รวย　お金持ちになりますように)
- Nad Phop Na Ampoer (นัดพบหน้าอำเภอ　田舎で会いましょう)
- Takaten Phook Bo       (ตั๊กแตนผูกโบว์　ネクタイ締めたバッタ)
- Anitja Tinger              (อนิจจาทิงเจอร์　悲しいヨードチンキ)
- Krasa Kao Ma Si          (กระแซะเข้ามาซิ　勢いよく入って来て）

## 参照
- ปาฏิหาริย์กรรม พุ่มพวง ดวงจันทร์
- 21 ปี แห่งการจากลา ราชินีลูกทุ่ง พุ่มพวง ดวงจันทร์